# Station Hejls
Station Hejls was een spoorwegstation in Hejls, Denemarken en was gelegen aan de spoorlijn Kolding - Hejlsminde.
Op 29 november 1911 openden de Kolding Sydbaner de spoorlijn tussen Kolding en Hejlsminde. Het in gele baksteen opgetrokken stationsgebouw van Hejls was ontworpen door Robert Valdemar Schmidt. Ten noorden van het stationsgebouw stond de goederenloods; het laad- en losspoor met een voorziening voor veevervoer was ten zuiden van het stationsgebouw aangelegd.
Op 30 september 1948 werd het reizigersverkeer op de spoorlijn gestaakt, waarmee voor station Hejls een einde kwam aan het spoorvervoer. De spoorlijn werd op 15 december 1948 opgeheven.
Het stationsgebouw is bewaard gebleven.